# مقاطعة كلاي (إلينوي)
مقاطعة كلاي (بالإنجليزية: Clay County)‏ هي إحدى المقاطعات في ولاية إلينوي في الولايات المتحدة الأمريكية.

## معرض صور

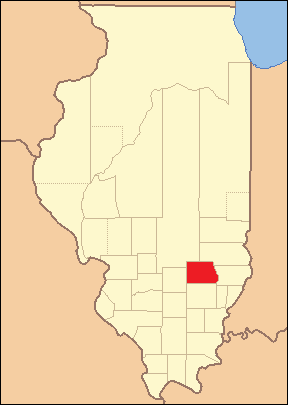
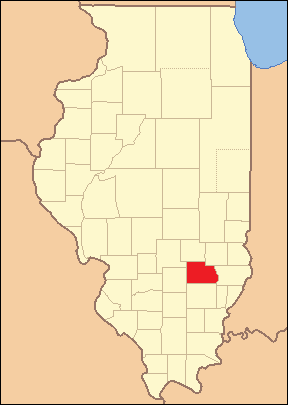
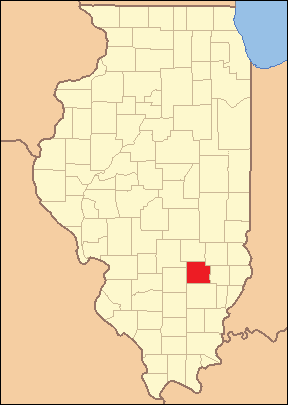